# Hans Legath
Hans Legath (* 24. Juni 1928 in Kolbermoor, Freistaat Bayern; † 15. Oktober 2020) war ein deutscher Fußballspieler, der für den FC Bayern München in der Oberliga Süd in drei Spielzeiten zum Einsatz kam.

## Karriere

### Leichtathlet
Legath gehörte seit 1938 der Leichtathletik-Abteilung des SV DJK Kolbermoor an. Er gehörte der 4-mal-100-Meter- und der 4-mal-400-Meter-Staffel an. 1949 gewann er die Deutsche Juniorenmeisterschaft im Fünfkampf, 1950 im Dreisprung.

### Fußballspieler
Während seiner Studentenzeit gehörte er dem FC Bayern München als Stürmer an. Für den FC Bayern erzielte er in 98 Pflichtspielen 44 Tore; 12 in 54 Oberligaspielen, zwei in zwei Spielen im Wettbewerb um den Süddeutschen Pokal und 30 in 42 Freundschaftsspielen. Bereits in der Saison 1951/52 zum Kader des FC Bayern München gehörend, kam er 1952 zunächst in nur sieben Freundschaftsspielen zum Einsatz, in denen er zehn Tore erzielte.
In der Saison 1952/53 bestritt er seine ersten zehn Punktspiele in der Oberliga Süd, der seinerzeit höchsten deutschen Spielklasse, in denen er sechs Tore erzielte. Er debütierte am 31. August 1952 (2. Spieltag) beim 3:1-Sieg im Heimspiel gegen Eintracht Frankfurt und erzielte sein erstes Tor in seinem sechsten Punktspiel am 21. März 1953 beim 4:0-Sieg gegen Viktoria Aschaffenburg mit dem Treffer zum 2:0 in der 30. Minute. An den drei aufeinanderfolgenden Spieltagen war er fünfmal erfolgreich, beim 4:1-Auswärtssieg gegen die TSG Ulm 1846 und beim 4:2-Sieg im Heimspiel gegen den SV Waldhof Mannheim, traf er jeweils doppelt. Des Weiteren erzielte er am 17. Mai 1953 mit den Treffern zum 3:3 in der 88. und zum 5:3 in der 119. Minute gegen den SV Saal zwei Tore in der 1. Runde im Wettbewerb um den Süddeutschen Pokal, bevor seine Mannschaft am 30. Mai 1953 mit 2:4 gegen den SSV Jahn Regensburg in der 2. Runde verlor und ausschied. Darüber hinaus erzielte er drei Tore in 14 Freundschaftsspielen.
In der Folgesaison und in seiner sich anschließenden letzten Saison traf er in jeweils 22 von 30 Begegnungen noch zwei bzw. viermal. Darüber hinaus erzielte er acht bzw. neun Tore in elf bzw. zehn Freundschaftsspielen. Mit dem ersten und bis heute einmaligen Abstieg des FC Bayern München in die 2. Oberliga Süd, und der Beendigung seines Studiums zum Diplom-Kaufmann verließ er den FC Bayern in Richtung Mannheim.
Der Kontakt zum FC Bayern riss jedoch niemals ab, Legath blieb Mitglied des Vereins und besaß zuletzt die Mitgliedsnummer 18. Er starb im Oktober 2020 im Alter von 92 Jahren.
Auch sein Enkel Max ist dem FC Bayern verbunden und war dort von 2015 bis 2021 im FC Bayern Campus tätig, der Jugendabteilung des Vereins, zuletzt als Chefscout.

## Sonstiges
Legath wurde anlässlich seiner 65 Jahre und 80 Jahre währenden Vereinstreue auch beim SV-DJK Kolbermoor geehrt.